# Li Jie
Li Jie (8 de julho de 1979) é uma futebolista chinesa que atua como defensora.

## Carreira
Li Jie integrou o elenco da Seleção Chinesa de Futebol Feminino, nas Olimpíadas de 2004 e 2008. 